# おとぎのまちのれな
『おとぎのまちのれな』は、はっとりみつるによる日本の漫画作品。『ヤングマガジンアッパーズ』（講談社）において、2002年4月から2004年10月まで隔週連載された。全60話。単行本はアッパーズKCより全7巻、KCデラックスより全3巻刊行。

## 概要
作者・はっとりみつるの連載2作目。作者曰く「妖しエロポップ」で、前作『イヌっネコっジャンプ!』より「ずいぶんエロ」。この作品からデジタルで仕上げをしている他、単行本に手を加えたのは本作第1巻が初めて。掲載誌の休刊に伴い最終回を迎えたが、登場・再登場させられなかったキャラクター、触れていない謎等があるとのこと。次作『ケンコー全裸系水泳部 ウミショー』のアニメ放映に合わせ、愛蔵版が全3巻で刊行された。

## ストーリー
妙野町の高校2年生・御前れな（みさきれな）は、時所構わず起こる謎の発情に悩まされていた。伝説のモノノケ・ケガリチョタによって引き起こされたその身体の異変は、妙野の名とその伝説を全国へと知らしめる、町全体を巻き込んだ大騒動へと発展して行く。

## 舞台
妙野町（おとぎのちょう）
N県の小さな地方都市。「ふしぎのまちおとぎの」がキャッチコピー。ケガリチョタというモノノケの伝説「孕木ノ譚」にまつわるスポットが町中に点在している。新しく就任した町長はそれを町興しに活かそうとしているが、全国的には未だ全くの無名。
孕木ノ譚（はらみぎのものがたり）
妙野町に伝わる伝説の一つ。夏祭りでは芝居が行われた。この伝説によると、孕み木を切り倒した怪力女がケガリチョタに取り憑かれ、発情・妊娠してケガリチョタを産み、生まれたケガリチョタが別の女性に取り憑いて、妙野は色欲とモノノケで溢れかえったという。そしてそこに通りかかった天閣上人によって、ケガリチョタは孕み木に封じ込められ、妙野に平和が戻ったとのこと。
ケガリチョタ
伝説のモノノケ。女性に取り憑いて発情させ、仲間を産ませる。春祭りのチョタ払いの最中、れなに取り憑いた。長い触角の生えた黒いネコの様な姿をしており、敵と見なした相手をその触覚で攻撃する。
チョタ払い
春祭りで5年に一度行われる伝統行事。その年の14-18歳の未婚女性が、孕み木の前で厄払いを行う。以前は一般客には非公開だったが、れなが参加する年から町興しの一環として公開されることとなり、衣装もそれまでのものより破廉恥なものに。県の内外に大々的に告知したため、観光客やマスコミで大盛況となった。
法瓢寺（ほうびょうじ）
妙野町の寺。住職の高田によると、ケガリチョタ発祥の地であり、モノノケを鎮護する役割を担う。チョタ払いの出発地点。
孕み木（はらみぎ）
妙野の山奥にある巨木。何本もの桜木が絡み合って形成されている。普段は住職以外立ち入り禁止。

## 登場人物
御前 れな
本作の主人公。負けず嫌いな高校2年生。チアリーディング部に所属し、父の経営するスポーツクラブAXEL（アクセル）にも通う。インストラクターのたかみちに憧れている。母親は学習塾の先生。｢（スポーツ）推薦だけで大学通ってやるもん！｣と発言している事から、勉強はあまりできない様である。チョタ払いでケガリチョタに取り憑かれ、発情し、ケガリチョタを産む。
御前 みこと
れなの妹。不思議が大好きな中学1年生。小学5年生の時、おとぎの調査Tai・通称O.T.T.を結成し、隊員として巻き込んだ友達と共に、妙野町とその周辺の怪しい場所や噂などについて調べている。春祭り以来、ケガリチョタ調査に執心している。
緒方 つとむ
町長の息子でれなと同学年。れなの発情がケガリチョタによるものであると気付き、以後様々な面で手助けする。実はれなの事が好き。祖母も若い頃にケガリチョタを産んでいた。父に体を鍛えろと言われ、AXELに通っている。ひょんなことから（というより半ば強制的に）O.T.T.に入ることとなる。
碇 サブロー
みことのクラスメート。Hで生意気。本人曰く、みことはガキで興味が無い。事あるごとにれなに構う。ジローと入れ違いで東京方面に転校。
碇 ジロー
サブローの兄。高校3年生で野球部に所属。ジローと入れ違いでれな達の通う高校に転入。初対面でいきなりれなの胸を揉み、それ以降も強引に迫る。女子生徒からは童顔で可愛いと評判。ケガリチョタは、ジローについて「なんかおかしい」「敵かも」と感じ、近づくなとれなに忠告する。
緒方 まさる
妙野町長。つとむの父。れなの父とは高校時代からの親友。奇行町長として有名だが、若者からは絶大な支持を得ている。ケガリチョタの伝説を町興しに活かし、妙野を日本一の町にしようと精力的に活動している。
高田住職
法瓢寺住職。AXEL会員で筋骨隆々。れな、つとむとケガリチョタの秘密を分かち合う。ケガリチョタを祓うと称してれなやいちごの体を揉んだり、トレーニングに託けて女性インストラクターを抱き上げたりと、非常に助平。
千葉 いちご
AXELのインストラクター。兄のたかみちもインストラクターをしている。れなが産んだケガリチョタに取り憑かれ、たかみちやつとむとの寝技ゴッコで発情を紛らわす。
猪原 あゆむ
れなのクラスメート。部活もれなと同じチアリーディング部だが、あまり真面目に取り組んではいない。恋愛事に夢中で、男子生徒は新1年生も全員チェック済み。
柊 マヤ
地元ケーブルテレビ局のアナウンサー。夏祭りでの町長へのインタビュー中、ミス・ケガリチョタに出場しないかと誘われ、やる気満々で突撃体験レポートを行う。前作『イヌっネコっジャンプ!』に、同姓同名のキャラクターがヒロインのクラスメートとして登場しており、次々作の『さんかれあ』でも同姓同名のアナウンサーが現場からのレポーターをしていた。
澤田 こころ
れなとつとむが家出した先で知り合った16歳の少女。愛称はコロ。中学卒業後、海水浴場などで売り子をしながら、岬の上に張ったテントで一人暮らしをしている。人懐っこく、誰かと駆け落ちするのが夢。れなとつとむを駆け落ち中だと勘違い。
山岡 / 矢井田
S浜署刑事。捜索願いの出された家出中のれなとつとむを保護し、ケガリチョタの騒動に巻き込まれる。山岡はいつも考えが飛躍し、矢井田はカタイ性格をしている。

## 単行本
アッパーズKC
1. ISBN 4063461661 (2002/10/9)
2. ISBN 4063461904 (2003/3/7)
3. ISBN 4063462056 (2003/6/9)
4. ISBN 406346220X (2003/11/7)
5. ISBN 4063462412 (2004/3/9)
6. ISBN 4063462544 (2004/8/9)
7. ISBN 4063462668 (2004/12/9)

KCデラックス
1. ISBN 4063723267 (2007/7/23)
2. ISBN 4063723399 (2007/8/23)
3. ISBN 4063723534 (2007/9/21)